# 甫喜山景雄

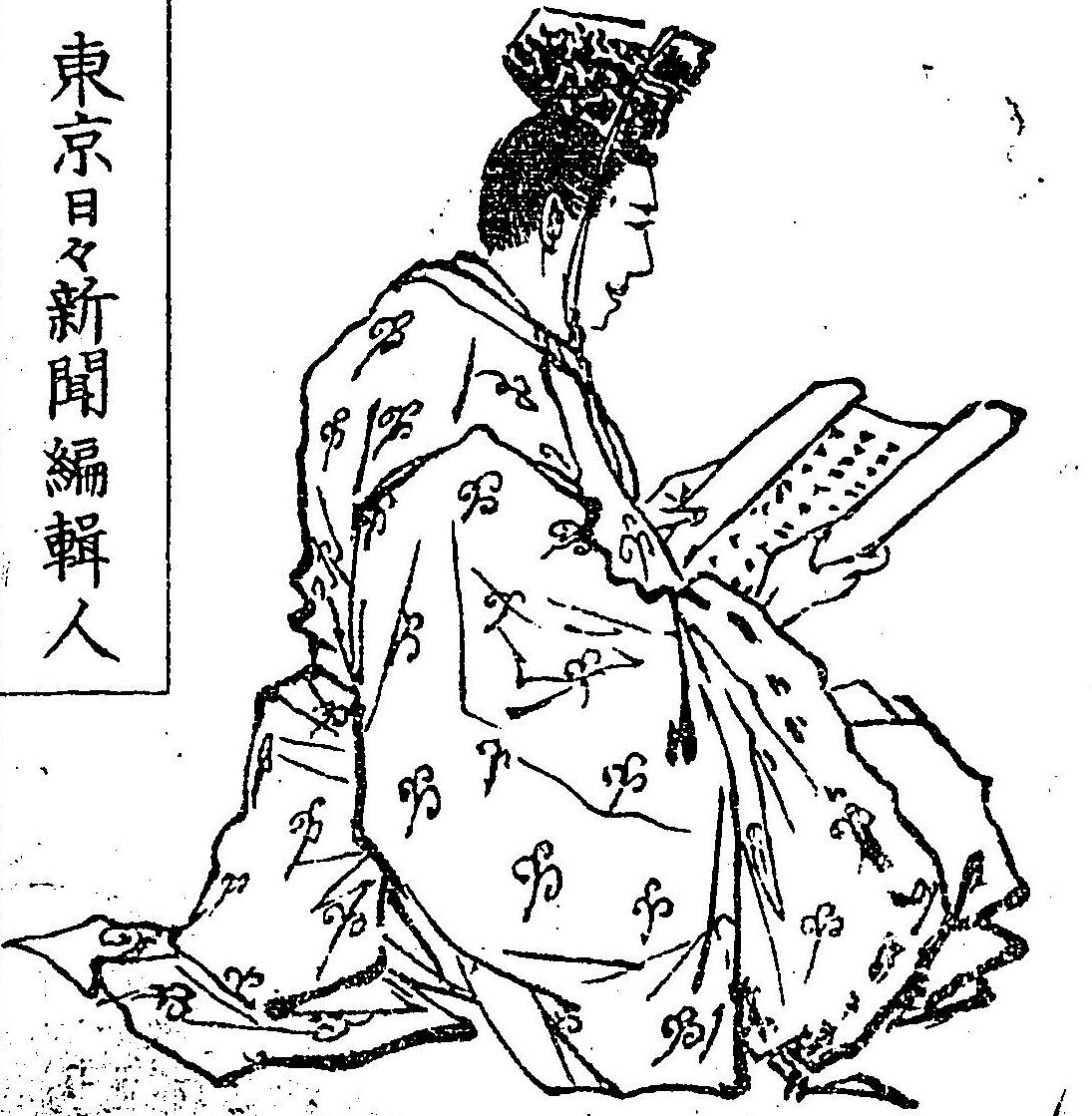
小林永濯画（『新聞記者奇行伝』）

甫喜山景雄（ほきやま かげお、文政12年〈1829年〉 - 明治17年〈1884年〉4月5日）は明治時代のジャーナリスト。号は東陵。江戸時代後期、忍藩藩士家に生まれ、後に神田明神の社家の養子に入った。明治維新後、毎日新聞の源流東京日日新聞に関わり、特に雑報を得意とした。明治13年（1880年）より古書保存書屋を自称し、入手した稀覯本を『我自刊我書』として刊行した。

## 生涯

### 江戸時代
文政12年（1829年）、忍藩士白木三右衛門の次男として生まれた。若い時には江戸幕府に仕え、嘉永6年（1853年）松江藩主松平斉貴隠居騒動の際、幕府派遣の使者に同行したという。後に神田明神社家甫喜山知量の養子となり、家督を継ぐ。
青年の頃大沼枕山に詩を学んだとされ、嘉永3年（1850年）『同人集』の「白木玄」「白木玄之」、明治8年（1875年）『下谷吟社詩』の「甫喜山信」は景雄と目されるが、大沼家に現存する枕山関係の資料に名は見当たらないという。

### 新政府時代
明治2年（1869年）、土岐英国、江沢温故、本多俊実等と大学史生を拝命し、明治3年（1860年）の『職員録』に「藤原景雄」として載るが、間もなく退職した。

### 日報社時代
明治5年（1872年）日報社に入社し、10月に創刊した『教林新報』は景雄の手によるものともされる。明治7年（1874年）岸田吟香と共に日報社編輯人となった。
明治8年（1875年）6月新聞紙条例が施行されると、『東京日日新聞』では甫喜山景雄が2度罪を被ることとなった。明治8年（1875年）にはジャーナリストが言論弾圧に屈せぬよう鼓舞する20歳少年の投書を掲載したことが問題となり、編集長代理として名が載っていた甫喜山景雄が罰金10円、自宅禁錮30日に処せられた。更に翌年1月19日には社説「抑圧の政に陥る」が咎められ、5月18日、仮編集長だった景雄に禁錮3ヶ月が言い渡された。
明治9年から10年3月まで『通俗支那事情』編集長兼印務人を務めた後、明治11年（1878年）人手不足の大阪日報社の編輯を助けるため大阪に上った。帰京後、明治13年（1880年）には京橋区西紺屋町9番地（中央区銀座二丁目、現在の東急ハンズ銀座店）に住んでいる。
明治11年（1878年）『世情日用草紙』を創刊した。明治13年『拾葩一欄』と改題。
明治17年（1884年）4月、日報社の職場で倒れ、死去した。墓所は千駄木専念寺。

## 我自刊我書
- 奥田直明『新暦頭書祭日略註』
- 無名氏『川角太閤記』
- 東武野史（太宰春台）『三王外記』
- 屋代弘賢『古今要覧稿』
- 近松門左衛門『兼好法師物見車』
- 『清正朝鮮記』
- 荷田在満『羽倉考』
- 五弓久文『文恭公実録』
- 太田牛一『信長公記』
- 成島司直『江戸名園記』
- 板坂卜斎『慶長年中卜斎記』
- 斎藤幸成　『武江年表』続編
- 喜多村信節『嬉遊笑覧』
- 徳永種久『色音論』
- 『典藉考叢』
  1. 林道春「日本書籍考」、黒川真頼「本邦書籍刊行考」、近衛家熈「唐六典」
  2. 久保季茲「古語拾遺異本考」、栗原柳庵「論語考」、喜多村信節「千字文考」、黒川真頼「真字千字文考」、甫喜山景雄「常山文集」
- 高畠藍泉『諸国盆踊唱歌』
- 吉野真保『嘉永明治年間録』
- 西沢綺語堂『皇都午睡』
- 『鎌倉大草紙脱漏（足利持氏滅亡記）』
- 塙保己一『鶏林拾葉』
- 天野信景『塩尻』
- 成島司直『徳川氏御実紀附録』
- 大和延年『二老略伝（雪山広沢二老略伝）』

なお、以前『落窪物語証解』の著者とされていたが、無関係と判明した。